# Élections municipales de 2026 en Savoie
Pour un article plus général, voir Élections municipales françaises de 2026.
Les élections municipales en Savoie sont prévues en mars 2026. Cette page ne traite que les communes de 3 000 habitants et plus en Savoie.

## Résultats à l'échelle du département

### Maires sortants et maires élus
| Commune                  | Population (en 2022) | Maire sortant(e)           | Parti | Parti | Maire élu(e) | Parti | Parti |
| ------------------------ | -------------------- | -------------------------- | ----- | ----- | ------------ | ----- | ----- |
| Aime-la-Plagne           | 4 409                | Corine Maironi-Gonthier    |       | DVG   |              |       |       |
| Aix-les-Bains            | 32 175               | Renaud Beretti             |       | LR    |              |       |       |
| Albertville              | 19 706               | Frédéric Burnier-Framboret |       | DVD   |              |       |       |
| Barberaz                 | 5 246                | Arthur Boix-Neveu          |       | G·s   |              |       |       |
| Barby                    | 3 545                | Christophe Pierreton       |       | DVG   |              |       |       |
| Bassens                  | 5 118                | Catherine Anxionnaz        |       | SE    |              |       |       |
| Les Belleville           | 3 488                | Claude Jay                 |       | DVD   |              |       |       |
| Bourg-Saint-Maurice      | 7 228                | Guillaume Desrues          |       | DVG   |              |       |       |
| Le Bourget-du-Lac        | 5 077                | Nicolas Mercat             |       | DVG   |              |       |       |
| Challes-les-Eaux         | 5 626                | Josette Rémy               |       | DVC   |              |       |       |
| Chambéry                 | 60 251               | Thierry Repentin           |       | DVG   |              |       |       |
| Cognin                   | 6 729                | Franck Morat               |       | DVG   |              |       |       |
| Drumettaz-Clarafond      | 3 016                | Nicolas Jacquier           |       | DVG   |              |       |       |
| Entrelacs                | 6 465                | Jean-François Braissand    |       | DVD   |              |       |       |
| Gilly-sur-Isère          | 3 109                | Pierre Loubet              |       | PS    |              |       |       |
| Grand-Aigueblanche       | 3 794                | André Pointet              |       | SE    |              |       |       |
| Grésy-sur-Aix            | 4 633                | Florian Maitre             |       | DVD   |              |       |       |
| Jacob-Bellecombette      | 4 340                | Brigitte Bochaton          |       | UDI   |              |       |       |
| Mercury                  | 3 471                | Alain Zoccolo              |       | SE    |              |       |       |
| Montmélian               | 4 041                | Béatrice Santais           |       | PS    |              |       |       |
| La Motte-Servolex        | 12 167               | Luc Berthoud               |       | LR    |              |       |       |
| Moûtiers                 | 3 482                | Chantal Martin             |       | LR    |              |       |       |
| La Plagne Tarentaise     | 3 825                | Jean-Luc Boch              |       | DVD   |              |       |       |
| Porte-de-Savoie          | 3 944                | Franck Villand             |       | SE    |              |       |       |
| La Ravoire               | 9 154                | Alexandre Gennaro          |       | DVC   |              |       |       |
| Saint-Alban-Leysse       | 6 589                | Michel Dyen                |       | DVD   |              |       |       |
| Saint-Genix-les-Villages | 3 028                | Jean-Claude Paravy         |       | SE    |              |       |       |
| Saint-Jean-de-Maurienne  | 7 524                | Philippe Rollet            |       | SE    |              |       |       |
| Saint-Pierre-d'Albigny   | 4 175                | Michel Bouvier             |       | DVG   |              |       |       |
| Ugine                    | 7 162                | Franck Lombard             |       | DVD   |              |       |       |
| Valgelon-La Rochette     | 4 185                | David Ates                 |       | SE    |              |       |       |
| Yenne                    | 3 045                | François Moiroud           |       | DVD   |              |       |       |

### Résultats en nombre de maires
| Partis       | Partis                               | Maires sortants | Maires élus | Évolution |
| ------------ | ------------------------------------ | --------------- | ----------- | --------- |
|              | Divers droite                        | 8               |             |           |
|              | Les Républicains                     | 3               |             |           |
| Total droite | Total droite                         | 11              |             |           |
|              | Divers gauche                        | 8               |             |           |
|              | Parti socialiste                     | 2               |             |           |
|              | Génération.s                         | 1               |             |           |
| Total gauche | Total gauche                         | 11              |             |           |
|              | Divers centre                        | 2               |             |           |
|              | Union des démocrates et indépendants | 1               |             |           |
| Total centre | Total centre                         | 3               |             |           |
|              | Sans étiquette                       | 7               |             |           |
| Total        | Total                                | 32              | 32          | -         |

## Résultats dans les communes de plus de 3 000 habitants

### Aime-la-Plagne
- Maire sortante : Corine Maironi-Gonthier (DVG)
- 27 sièges à pourvoir au conseil municipal (population légale 2022 : 4 409 habitants)
- 11 sièges à pourvoir au conseil communautaire (CC Les Versants d'Aime)

| Tête de liste | Tête de liste | Parti(s) | Nuance | Premier tour | Premier tour | Second tour | Second tour | Sièges | Sièges |
| Tête de liste | Tête de liste | Parti(s) | Nuance | Voix         | %            | Voix        | %           | CM     | CC     |
| ------------- | ------------- | -------- | ------ | ------------ | ------------ | ----------- | ----------- | ------ | ------ |

### Aix-les-Bains
- Maire sortant : Renaud Beretti (LR)
- 39 sièges à pourvoir au conseil municipal (population légale 2022 : 32 175 habitants)
- 22 sièges à pourvoir au conseil communautaire (CA Grand Lac)

| Tête de liste | Tête de liste | Parti(s) | Nuance | Premier tour | Premier tour | Second tour | Second tour | Sièges | Sièges |
| Tête de liste | Tête de liste | Parti(s) | Nuance | Voix         | %            | Voix        | %           | CM     | CC     |
| ------------- | ------------- | -------- | ------ | ------------ | ------------ | ----------- | ----------- | ------ | ------ |

### Albertville
- Maire sortant : Frédéric Burnier-Framboret (DVD)
- 33 sièges à pourvoir au conseil municipal (population légale 2022 : 19 706 habitants)
- 21 sièges à pourvoir au conseil communautaire (CA Arlysère)

| Tête de liste | Tête de liste | Parti(s) | Nuance | Premier tour | Premier tour | Second tour | Second tour | Sièges | Sièges |
| Tête de liste | Tête de liste | Parti(s) | Nuance | Voix         | %            | Voix        | %           | CM     | CC     |
| ------------- | ------------- | -------- | ------ | ------------ | ------------ | ----------- | ----------- | ------ | ------ |

### Barberaz
- Maire sortant : Arthur Boix-Neveu (G·s)
- 29 sièges à pourvoir au conseil municipal (population légale 2022 : 5 246 habitants)
- 2 sièges à pourvoir au conseil communautaire (Grand Chambéry)

| Tête de liste | Tête de liste | Parti(s) | Nuance | Premier tour | Premier tour | Second tour | Second tour | Sièges | Sièges |
| Tête de liste | Tête de liste | Parti(s) | Nuance | Voix         | %            | Voix        | %           | CM     | CC     |
| ------------- | ------------- | -------- | ------ | ------------ | ------------ | ----------- | ----------- | ------ | ------ |

### Barby
- Maire sortant : Christophe Pierreton (DVG)
- 27 sièges à pourvoir au conseil municipal (population légale 2022 : 3 545 habitants)
- 1 siège à pourvoir au conseil communautaire (Grand Chambéry)

| Tête de liste | Tête de liste | Parti(s) | Nuance | Premier tour | Premier tour | Second tour | Second tour | Sièges | Sièges |
| Tête de liste | Tête de liste | Parti(s) | Nuance | Voix         | %            | Voix        | %           | CM     | CC     |
| ------------- | ------------- | -------- | ------ | ------------ | ------------ | ----------- | ----------- | ------ | ------ |

### Bassens
- Maire sortant : Catherine Anxionnaz (SE)
- 29 sièges à pourvoir au conseil municipal (population légale 2022 : 5 118 habitants)
- 2 sièges à pourvoir au conseil communautaire (Grand Chambéry)

| Tête de liste | Tête de liste | Parti(s) | Nuance | Premier tour | Premier tour | Second tour | Second tour | Sièges | Sièges |
| Tête de liste | Tête de liste | Parti(s) | Nuance | Voix         | %            | Voix        | %           | CM     | CC     |
| ------------- | ------------- | -------- | ------ | ------------ | ------------ | ----------- | ----------- | ------ | ------ |

### Les Belleville
- Maire sortant : Claude Jay (DVD)
- 27 sièges à pourvoir au conseil municipal (population légale 2022 : 3 488 habitants)
- 10 sièges à pourvoir au conseil communautaire (CC Cœur de Tarentaise)

| Tête de liste | Tête de liste | Parti(s) | Nuance | Premier tour | Premier tour | Second tour | Second tour | Sièges | Sièges |
| Tête de liste | Tête de liste | Parti(s) | Nuance | Voix         | %            | Voix        | %           | CM     | CC     |
| ------------- | ------------- | -------- | ------ | ------------ | ------------ | ----------- | ----------- | ------ | ------ |

### Bourg-Saint-Maurice
- Maire sortant : Guillaume Desrues (DVG)
- 29 sièges à pourvoir au conseil municipal (population légale 2022 : 7 228 habitants)
- 10 sièges à pourvoir au conseil communautaire (CC de Haute-Tarentaise)

| Tête de liste | Tête de liste | Parti(s) | Nuance | Premier tour | Premier tour | Second tour | Second tour | Sièges | Sièges |
| Tête de liste | Tête de liste | Parti(s) | Nuance | Voix         | %            | Voix        | %           | CM     | CC     |
| ------------- | ------------- | -------- | ------ | ------------ | ------------ | ----------- | ----------- | ------ | ------ |

### Le Bourget-du-Lac
- Maire sortant : Nicolas Mercat (DVG)
- 29 sièges à pourvoir au conseil municipal (population légale 2022 : 5 077 habitants)
- 4 sièges à pourvoir au conseil communautaire (CA Grand Lac)

| Tête de liste | Tête de liste | Parti(s) | Nuance | Premier tour | Premier tour | Second tour | Second tour | Sièges | Sièges |
| Tête de liste | Tête de liste | Parti(s) | Nuance | Voix         | %            | Voix        | %           | CM     | CC     |
| ------------- | ------------- | -------- | ------ | ------------ | ------------ | ----------- | ----------- | ------ | ------ |

### Challes-les-Eaux
- Maire sortante : Josette Rémy (DVC)
- 29 sièges à pourvoir au conseil municipal (population légale 2022 : 5 626 habitants)
- 2 sièges à pourvoir au conseil communautaire (Grand Chambéry)

| Tête de liste | Tête de liste | Parti(s) | Nuance | Premier tour | Premier tour | Second tour | Second tour | Sièges | Sièges |
| Tête de liste | Tête de liste | Parti(s) | Nuance | Voix         | %            | Voix        | %           | CM     | CC     |
| ------------- | ------------- | -------- | ------ | ------------ | ------------ | ----------- | ----------- | ------ | ------ |

### Chambéry
- Maire sortant : Thierry Repentin (DVG)
- 49 sièges à pourvoir au conseil municipal (population légale 2022 : 60 251 habitants)
- 30 sièges à pourvoir au conseil communautaire (Grand Chambéry)

| Tête de liste | Tête de liste | Parti(s) | Nuance | Premier tour | Premier tour | Second tour | Second tour | Sièges | Sièges |
| Tête de liste | Tête de liste | Parti(s) | Nuance | Voix         | %            | Voix        | %           | CM     | CC     |
| ------------- | ------------- | -------- | ------ | ------------ | ------------ | ----------- | ----------- | ------ | ------ |

### Cognin
- Maire sortant : Franck Morat (DVG)
- 29 sièges à pourvoir au conseil municipal (population légale 2022 : 6 729 habitants)
- 3 sièges à pourvoir au conseil communautaire (Grand Chambéry)

| Tête de liste | Tête de liste | Parti(s) | Nuance | Premier tour | Premier tour | Second tour | Second tour | Sièges | Sièges |
| Tête de liste | Tête de liste | Parti(s) | Nuance | Voix         | %            | Voix        | %           | CM     | CC     |
| ------------- | ------------- | -------- | ------ | ------------ | ------------ | ----------- | ----------- | ------ | ------ |

### Drumettaz-Clarafond
- Maire sortant : Nicolas Jacquier (DVG)
- 23 sièges à pourvoir au conseil municipal (population légale 2022 : 3 016 habitants)
- 2 sièges à pourvoir au conseil communautaire (CA Grand Lac)

| Tête de liste | Tête de liste | Parti(s) | Nuance | Premier tour | Premier tour | Second tour | Second tour | Sièges | Sièges |
| Tête de liste | Tête de liste | Parti(s) | Nuance | Voix         | %            | Voix        | %           | CM     | CC     |
| ------------- | ------------- | -------- | ------ | ------------ | ------------ | ----------- | ----------- | ------ | ------ |

### Entrelacs
- Maire sortant : Jean-François Braissand (DVD)
- 29 sièges à pourvoir au conseil municipal (population légale 2022 : 6 465 habitants)
- 5 sièges à pourvoir au conseil communautaire (CA Grand Lac)

| Tête de liste | Tête de liste | Parti(s) | Nuance | Premier tour | Premier tour | Second tour | Second tour | Sièges | Sièges |
| Tête de liste | Tête de liste | Parti(s) | Nuance | Voix         | %            | Voix        | %           | CM     | CC     |
| ------------- | ------------- | -------- | ------ | ------------ | ------------ | ----------- | ----------- | ------ | ------ |

### Gilly-sur-Isère
- Maire sortant : Pierre Loubet (PS)
- 23 sièges à pourvoir au conseil municipal (population légale 2022 : 3 109 habitants)
- 3 sièges à pourvoir au conseil communautaire (CA Arlysère)

| Tête de liste | Tête de liste | Parti(s) | Nuance | Premier tour | Premier tour | Second tour | Second tour | Sièges | Sièges |
| Tête de liste | Tête de liste | Parti(s) | Nuance | Voix         | %            | Voix        | %           | CM     | CC     |
| ------------- | ------------- | -------- | ------ | ------------ | ------------ | ----------- | ----------- | ------ | ------ |

### Grand-Aigueblanche
- Maire sortant : André Pointet (SE)
- 27 sièges à pourvoir au conseil municipal (population légale 2022 : 3 794 habitants)
- 12 sièges à pourvoir au conseil communautaire (CC des Vallées d'Aigueblanche)

| Tête de liste | Tête de liste | Parti(s) | Nuance | Premier tour | Premier tour | Second tour | Second tour | Sièges | Sièges |
| Tête de liste | Tête de liste | Parti(s) | Nuance | Voix         | %            | Voix        | %           | CM     | CC     |
| ------------- | ------------- | -------- | ------ | ------------ | ------------ | ----------- | ----------- | ------ | ------ |

### Grésy-sur-Aix
- Maire sortant : Florian Maitre (DVD)
- 27 sièges à pourvoir au conseil municipal (population légale 2022 : 4 633 habitants)
- 4 sièges à pourvoir au conseil communautaire (CA Grand Lac)

| Tête de liste | Tête de liste | Parti(s) | Nuance | Premier tour | Premier tour | Second tour | Second tour | Sièges | Sièges |
| Tête de liste | Tête de liste | Parti(s) | Nuance | Voix         | %            | Voix        | %           | CM     | CC     |
| ------------- | ------------- | -------- | ------ | ------------ | ------------ | ----------- | ----------- | ------ | ------ |

### Jacob-Bellecombette
- Maire sortante : Brigitte Bochaton (UDI)
- 27 sièges à pourvoir au conseil municipal (population légale 2022 : 4 340 habitants)
- 2 sièges à pourvoir au conseil communautaire (Grand Chambéry)

| Tête de liste | Tête de liste | Parti(s) | Nuance | Premier tour | Premier tour | Second tour | Second tour | Sièges | Sièges |
| Tête de liste | Tête de liste | Parti(s) | Nuance | Voix         | %            | Voix        | %           | CM     | CC     |
| ------------- | ------------- | -------- | ------ | ------------ | ------------ | ----------- | ----------- | ------ | ------ |

### Mercury
- Maire sortant : Alain Zoccolo (SE)
- 23 sièges à pourvoir au conseil municipal (population légale 2022 : 3 471 habitants)
- 3 sièges à pourvoir au conseil communautaire (CA Arlysère)

| Tête de liste | Tête de liste | Parti(s) | Nuance | Premier tour | Premier tour | Second tour | Second tour | Sièges | Sièges |
| Tête de liste | Tête de liste | Parti(s) | Nuance | Voix         | %            | Voix        | %           | CM     | CC     |
| ------------- | ------------- | -------- | ------ | ------------ | ------------ | ----------- | ----------- | ------ | ------ |

### Montmélian
- Maire sortante : Béatrice Santais (PS)
- 27 sièges à pourvoir au conseil municipal (population légale 2022 : 4 041 habitants)
- 6 sièges à pourvoir au conseil communautaire (CC Cœur de Savoie)

| Tête de liste | Tête de liste | Parti(s) | Nuance | Premier tour | Premier tour | Second tour | Second tour | Sièges | Sièges |
| Tête de liste | Tête de liste | Parti(s) | Nuance | Voix         | %            | Voix        | %           | CM     | CC     |
| ------------- | ------------- | -------- | ------ | ------------ | ------------ | ----------- | ----------- | ------ | ------ |

### La Motte-Servolex
- Maire sortant : Luc Berthoud (LR)
- 33 sièges à pourvoir au conseil municipal (population légale 2022 : 12 167 habitants)
- 5 sièges à pourvoir au conseil communautaire (Grand Chambéry)

| Tête de liste | Tête de liste | Parti(s) | Nuance | Premier tour | Premier tour | Second tour | Second tour | Sièges | Sièges |
| Tête de liste | Tête de liste | Parti(s) | Nuance | Voix         | %            | Voix        | %           | CM     | CC     |
| ------------- | ------------- | -------- | ------ | ------------ | ------------ | ----------- | ----------- | ------ | ------ |

### Moûtiers
- Maire sortante : Chantal Martin (LR)
- 23 sièges à pourvoir au conseil municipal (population légale 2022 : 3 482 habitants)
- 10 sièges à pourvoir au conseil communautaire (CC Cœur de Tarentaise)

| Tête de liste | Tête de liste | Parti(s) | Nuance | Premier tour | Premier tour | Second tour | Second tour | Sièges | Sièges |
| Tête de liste | Tête de liste | Parti(s) | Nuance | Voix         | %            | Voix        | %           | CM     | CC     |
| ------------- | ------------- | -------- | ------ | ------------ | ------------ | ----------- | ----------- | ------ | ------ |

### La Plagne Tarentaise
- Maire sortant : Jean-Luc Boch (DVD)
- 27 sièges à pourvoir au conseil municipal (population légale 2022 : 3 825 habitants)
- 12 sièges à pourvoir au conseil communautaire (CC Les Versants d'Aime)

| Tête de liste | Tête de liste | Parti(s) | Nuance | Premier tour | Premier tour | Second tour | Second tour | Sièges | Sièges |
| Tête de liste | Tête de liste | Parti(s) | Nuance | Voix         | %            | Voix        | %           | CM     | CC     |
| ------------- | ------------- | -------- | ------ | ------------ | ------------ | ----------- | ----------- | ------ | ------ |

### Porte-de-Savoie
- Maire sortant : Franck Villand (SE)
- 27 sièges à pourvoir au conseil municipal (population légale 2022 : 3 944 habitants)
- 6 sièges à pourvoir au conseil communautaire (CC Cœur de Savoie)

| Tête de liste | Tête de liste | Parti(s) | Nuance | Premier tour | Premier tour | Second tour | Second tour | Sièges | Sièges |
| Tête de liste | Tête de liste | Parti(s) | Nuance | Voix         | %            | Voix        | %           | CM     | CC     |
| ------------- | ------------- | -------- | ------ | ------------ | ------------ | ----------- | ----------- | ------ | ------ |

### La Ravoire
- Maire sortant : Alexandre Gennaro (DVC)
- 29 sièges à pourvoir au conseil municipal (population légale 2022 : 9 154 habitants)
- 4 sièges à pourvoir au conseil communautaire (Grand Chambéry)

| Tête de liste | Tête de liste | Parti(s) | Nuance | Premier tour | Premier tour | Second tour | Second tour | Sièges | Sièges |
| Tête de liste | Tête de liste | Parti(s) | Nuance | Voix         | %            | Voix        | %           | CM     | CC     |
| ------------- | ------------- | -------- | ------ | ------------ | ------------ | ----------- | ----------- | ------ | ------ |

### Saint-Alban-Leysse
- Maire sortant : Michel Dyen (DVD)
- 29 sièges à pourvoir au conseil municipal (population légale 2022 : 6 589 habitants)
- 3 sièges à pourvoir au conseil communautaire (Grand Chambéry)

| Tête de liste | Tête de liste | Parti(s) | Nuance | Premier tour | Premier tour | Second tour | Second tour | Sièges | Sièges |
| Tête de liste | Tête de liste | Parti(s) | Nuance | Voix         | %            | Voix        | %           | CM     | CC     |
| ------------- | ------------- | -------- | ------ | ------------ | ------------ | ----------- | ----------- | ------ | ------ |

### Saint-Genix-les-Villages
- Maire sortant : Jean-Claude Paravy (SE)
- 27 sièges à pourvoir au conseil municipal (population légale 2022 : 3 028 habitants)
- 8 sièges à pourvoir au conseil communautaire (CC Val Guiers)

| Tête de liste | Tête de liste | Parti(s) | Nuance | Premier tour | Premier tour | Second tour | Second tour | Sièges | Sièges |
| Tête de liste | Tête de liste | Parti(s) | Nuance | Voix         | %            | Voix        | %           | CM     | CC     |
| ------------- | ------------- | -------- | ------ | ------------ | ------------ | ----------- | ----------- | ------ | ------ |

### Saint-Jean-de-Maurienne
- Maire sortant : Philippe Rollet (SE)
- 29 sièges à pourvoir au conseil municipal (population légale 2022 : 7 524 habitants)
- 19 sièges à pourvoir au conseil communautaire (CC Cœur de Maurienne Arvan)

| Tête de liste | Tête de liste | Parti(s) | Nuance | Premier tour | Premier tour | Second tour | Second tour | Sièges | Sièges |
| Tête de liste | Tête de liste | Parti(s) | Nuance | Voix         | %            | Voix        | %           | CM     | CC     |
| ------------- | ------------- | -------- | ------ | ------------ | ------------ | ----------- | ----------- | ------ | ------ |

### Saint-Pierre-d'Albigny
- Maire sortant : Michel Bouvier (DVG)
- 27 sièges à pourvoir au conseil municipal (population légale 2022 : 4 175 habitants)
- 6 sièges à pourvoir au conseil communautaire (CC Cœur de Savoie)

| Tête de liste | Tête de liste | Parti(s) | Nuance | Premier tour | Premier tour | Second tour | Second tour | Sièges | Sièges |
| Tête de liste | Tête de liste | Parti(s) | Nuance | Voix         | %            | Voix        | %           | CM     | CC     |
| ------------- | ------------- | -------- | ------ | ------------ | ------------ | ----------- | ----------- | ------ | ------ |

### Ugine
- Maire sortant : Franck Lombard (DVD)
- 29 sièges à pourvoir au conseil municipal (population légale 2022 : 7 162 habitants)
- 7 sièges à pourvoir au conseil communautaire (CA Arlysère)

| Tête de liste | Tête de liste | Parti(s) | Nuance | Premier tour | Premier tour | Second tour | Second tour | Sièges | Sièges |
| Tête de liste | Tête de liste | Parti(s) | Nuance | Voix         | %            | Voix        | %           | CM     | CC     |
| ------------- | ------------- | -------- | ------ | ------------ | ------------ | ----------- | ----------- | ------ | ------ |

### Valgelon-La Rochette
- Maire sortant : David Ates (SE)
- 29 sièges à pourvoir au conseil municipal (population légale 2022 : 4 185 habitants)
- 6 sièges à pourvoir au conseil communautaire (CC Cœur de Savoie)

| Tête de liste | Tête de liste | Parti(s) | Nuance | Premier tour | Premier tour | Second tour | Second tour | Sièges | Sièges |
| Tête de liste | Tête de liste | Parti(s) | Nuance | Voix         | %            | Voix        | %           | CM     | CC     |
| ------------- | ------------- | -------- | ------ | ------------ | ------------ | ----------- | ----------- | ------ | ------ |

### Yenne
- Maire sortant : François Moiroud (DVD)
- 23 sièges à pourvoir au conseil municipal (population légale 2022 : 3 045 habitants)
- 11 sièges à pourvoir au conseil communautaire (CC de Yenne)

| Tête de liste | Tête de liste | Parti(s) | Nuance | Premier tour | Premier tour | Second tour | Second tour | Sièges | Sièges |
| Tête de liste | Tête de liste | Parti(s) | Nuance | Voix         | %            | Voix        | %           | CM     | CC     |
| ------------- | ------------- | -------- | ------ | ------------ | ------------ | ----------- | ----------- | ------ | ------ |